# Dichorragia harpalycus
Dichorragia harpalycus är en fjärilsart som beskrevs av Hans Fruhstorfer 1913. Dichorragia harpalycus ingår i släktet Dichorragia och familjen praktfjärilar. Inga underarter finns listade i Catalogue of Life.